# 松井慶四郎

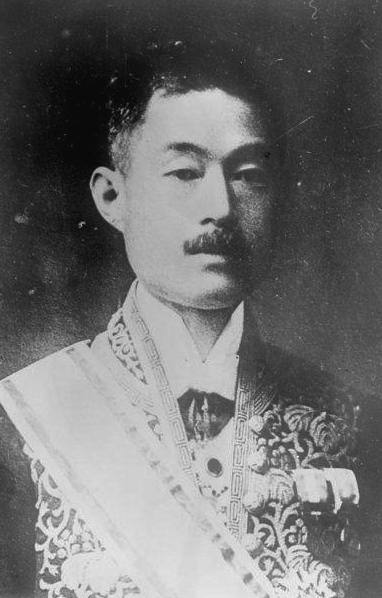
松井慶四郎

松井 慶四郎（まつい けいしろう、1868年3月28日（慶応4年3月5日）- 1946年（昭和21年）6月4日）は、明治から昭和時代の日本の外交官、外務大臣。男爵。大阪府出身。松井保蔵二男。

## 略年譜
- 1889年（明治22年）- 東京帝国大学法科大学英法科卒業、外務省入省
- 1890年（明治23年）- 韓国（京城）公使館に赴任
- 1895年（明治28年）- アメリカ（ワシントン）公使館に赴任
- 1898年（明治31年）- イギリス（ロンドン）公使館に一等書記官として赴任
- 1902年（明治35年）- 清国（北京）公使館に赴任
- 1906年（明治39年）- 在フランス参事官[2]
- 1913年（大正2年）- 外務次官
- 1915年（大正4年）- 駐フランス大使
- 1919年（大正8年）- パリ講和会議の日本全権の一人に
- 1920年（大正9年）- ヴェルサイユ条約締結の功により男爵授爵
- 1924年（大正13年）- 清浦内閣の外務大臣、同年内閣総辞職とともに貴族院勅選議員に勅任
- 1925年（大正14年）- 駐イギリス大使
- 1938年（昭和15年）- 枢密顧問官

## 家族
妻の照子は西日本の鉄道王と呼ばれた実業家の今村清之助の娘。長女に日本の洋裁教育と服飾デザインの礎を作った田中千代、二女・貞子は安川電機社長の安川寛（安川敬一郎孫）の妻。長男はフランス大使となった松井明。慶四郎の死後、長男の明は襲爵手続をしなかった。

## 栄典
位階
- 1891年（明治24年）12月21日 - 従七位[5] [6]
- 1892年（明治25年）11月14日 - 正七位[5][7]
- 1895年（明治28年）2月1日 - 従六位[5][8]
- 1897年（明治30年）10月30日 - 正六位[5][9]
- 1900年（明治33年）9月11日 - 従五位[5][10]
- 1905年（明治38年）8月30日 - 正五位[5][11]
- 1912年（明治43年）9月10日 - 従四位[5]
- 1915年（大正4年）9月30日 - 正四位[5][12]
- 1918年（大正7年）10月21日 - 従三位[5][13]
- 1923年（大正12年）12月10日 - 正三位[5][14]
- 1938年（昭和13年）12月28日 - 従二位[15][16]
- 1946年（昭和21年）1月15日 - 正二位[15]

爵位
- 1920年（大正9年）9月7日 - 男爵[5][17]

勲章等
| 受章年                     | 略綬 | 勲章名                       | 備考         |
| -------------------------- | ---- | ---------------------------- | ------------ |
| 1895年（明治28年）10月31日 |      | 勲五等双光旭日章             |              |
| 1899年（明治32年）11月10日 |      | 勲四等旭日小綬章             |              |
| 1902年（明治35年）3月5日   |      | 勲三等瑞宝章                 |              |
| 1902年（明治35年）12月28日 |      | 旭日中綬章                   |              |
| 1906年（明治39年）4月1日   |      | 勲二等旭日重光章             |              |
| 1911年（明治44年）8月24日  |      | 勲一等瑞宝章                 |              |
| 1914年（大正3年）3月28日   |      | 金杯一個                     |              |
| 1915年（大正4年）11月10日  |      | 大礼記念章（大正）           |              |
| 1916年（大正5年）1月19日   |      | 金杯一組                     |              |
| 1916年（大正5年）4月1日    |      | 旭日大綬章                   |              |
| 1928年（昭和3年）11月10日  |      | 金杯一個                     |              |
| 1928年（昭和3年）11月14日  |      | 大礼記念章（昭和）           |              |
| 1931年（昭和6年）5月1日    |      | 帝都復興記念章               |              |
| 1932年（昭和7年）10月1日   |      | 朝鮮昭和五年国勢調査記念章   |              |
| 1934年（昭和9年）4月29日   |      | 昭和六年乃至九年事変従軍記章 |              |
| 1934年（昭和9年）4月29日   |      | 金杯一個                     |              |
| 1934年（昭和12年）1月15日  |      | 御紋付銀盃                   |              |
| 1940年（昭和15年）4月29日  |      | 銀杯一組                     |              |
| 1940年（昭和15年）8月15日  |      | 紀元二千六百年祝典記念章     |              |
| 1946年（昭和21年）6月4日   |      | 旭日桐花大綬章               | （没時陞勲） |

外国勲章佩用允許
| 受章年                    | 国籍           | 略綬 | 勲章名                           | 備考 |
| ------------------------- | -------------- | ---- | -------------------------------- | ---- |
| 1904年（明治37年）9月21日 | 大清帝国       |      | 二等第一双竜宝星                 |      |
| 1911年（明治44年）9月13日 | フランス共和国 |      | レジオンドヌール勲章コマンドール |      |
| 1916年（大正5年）11月20日 | フランス共和国 |      | レジオンドヌール勲章グランクロア |      |
| 1921年（大正10年）7月7日  | スペイン王国   |      | カルロス3世勲章グランクロア      |      |
| 1934年（昭和9年）3月1日   | 満洲帝国       |      | 大満洲国建国功労章               |      |
| 1935年（昭和10年）9月21日 | 満洲帝国       |      | 満洲帝国皇帝訪日記念章           |      |
| 1941年（昭和16年）12月9日 | 満洲帝国       |      | 建国神廟創建記念章               |      |